# بکچ
بکچ (به مجاری:  Bekecs) یک شهرداری در مجارستان است که در ناحیه سرنچ واقع شده‌است. بکچ ۲۵٫۷۲ کیلومتر مربع مساحت و ۲٬۵۳۸ نفر جمعیت دارد.